# The Fighting Marshal
The Fighting Marshal é um filme do gênero faroeste produzido nos Estados Unidos e lançado em 1931.